# Centro Internazionale per lo Studio dei Papiri Ercolanesi “Marcello Gigante”
Das Centro Internazionale per lo Studio dei Papiri Ercolanesi “Marcello Gigante” (Abkürzung CISPE) ist eine 1969 auf Initiative von Marcello Gigante gegründete Einrichtung zur Entzifferung, Edition und Erforschung der Herculanensischen Papyri. Seit Gigantes Tod im Jahr 2001 trägt es den Namen seines Begründers. Seinen Sitz hat das Centro in Neapel.
Zielsetzung der Einrichtung ist die Wiederaufnahme der Ausgrabung der Villa dei Papiri in Herculaneum und das erneute Studium der Texte, die heute in der Officina dei Papiri Ercolanesi an der Biblioteca Nazionale Vittorio Emanuele III di Napoli aufbewahrt werden.

## Geschichte der Papiri Ercolanesi
Vorläufer des Centro Internazionale Studio dei Papiri Ercolanesi war die genannte Officina dei Papiri Ercolanesi an der Biblioteca Nazionale di Napoli. Raffaele Cantarella war von 1929 bis 1938 ihr Leiter.

## Internationale Kongresse
- XVII Congresso di Papirologia, 1983
- Congresso sull’Epicureismo greco e romano, 1993
- Giornata Internazionale dedicata alla Villa dei Papiri (25 giugno 1997)
- Colloquio Internazionale “I Papiri Ercolanesi e la storia della filosofia antica”, 2002

## Bekannte Forscher an der Officina und am CISPE
- Mario Capasso (1951–2023), italienischer Papyrologe
- Tiziano Dorandi (* 1954), italienischer Gräzist und Papyrologe
- Theodor Gomperz (1832–1912), österreichischer Philosophiehistoriker und Klassischer Philologe
- Knut Kleve (1926–2017), norwegischer Altphilologe
- Dirk Obbink (* 1957), US-amerikanischer Gräzist, Papyrologe und Lecturer